# Nogaro
Nogaro è un comune francese di 2 141 abitanti situato nel dipartimento del Gers nella regione dell'Occitania.

## Società

### Evoluzione demografica
Abitanti censiti